# المساعدات الإنسانية إلى غزة
لقد واجه سكان قطاع غزة المجاعة والفقر منذ بدء الحصار في عام 2007. ونتيجة لذلك، حثت الهيئات الرسمية إسرائيل على تحسين تسهيل وصول إمدادات المساعدات الإنسانية إلى غزة. وقد تم تشديد الحصار خلال حرب غزة مما أدى إلى تقييد المساعدات الإنسانية بشكل أكبر خلال الحرب حيث تشهد غزة أزمة إنسانية. وبحسب منسق أنشطة الحكومة في الأراضي الفلسطينية، وهي وحدة عسكرية إسرائيلية مسؤولة عن المساعدات الإنسانية، فإن المساعدات "يتم توجيهها إلى مصر ثم يتم إرسالها للخضوع للفحص الأمني الإسرائيلي عند معبري نيتسانا أو كرم أبو سالم ". هناك أيضًا قناة لتوصيل المساعدات عبر الأردن.
وتعرضت إسرائيل لانتقادات بسبب تقييدها للمساعدات الإنسانية المقدمة إلى غزة خلال السنوات القليلة الماضية. وقد زعمت هيئة تنسيق أعمال الحكومة في المناطق في عام 2024 أنه "لا يوجد حد لكمية المساعدات" التي يمكن أن تدخل غزة، ولكن الأمم المتحدة اتهمت إسرائيل بإغلاق الطرق البرية والضربات الجوية.

## الطرق
وكان من الممكن دخول المساعدات عبر معابر نيتسانا، وكرم أبو سالم، وإيرز. يمكن أيضًا إدخال المساعدات عن طريق البحر (رصيف غزة العائم) وعن طريق الجو (باستخدام الإنزال الجوي).
قبل الحرب بين إسرائيل وحماس، كان يدخل غزة من هذه المعابر ما بين 400 إلى 500 شاحنة يوميًا.

## المعارضة
ويعارض بعض الإسرائيليين دخول المساعدات الإنسانية إلى غزة. وفقًا لاستطلاع رأي نشرته صحيفة غلوبس، يعتقد 22% من الإسرائيليين أن "إسرائيل لا ينبغي لها أن تقدم مساعدات إنسانية (لغزة) على الإطلاق أثناء الحرب"، ويعتقد 27% من الإسرائيليين أن إسرائيل ينبغي أن تقدم ما يكفي من المساعدات، ويعتقد 44% من الإسرائيليين أن المساعدات الإسرائيلية ينبغي أن ترتبط بعودة الرهائن.
منذ يناير 2024، أعلنت حركة الاحتجاج " تساف 9 " عن احتجاجات لإغلاق معبر كرم أبو سالم الحدودي. (في 14 يونيو 2024، فرضت الولايات المتحدة عقوبات على تساف 9.) في 28 يناير 2024، أعلن يارون فينكلمان، وهو لواء إسرائيلي كبير يقود القيادة الجنوبية لقوات الدفاع الإسرائيلية، عن منطقة عسكرية محظورة (MEZ) على معبر كرم أبو سالم الحدودي. وكان ذلك بهدف منع المزيد من الاحتجاجات في المنطقة. ونتيجة لذلك، أعلنت حركة تساف 9 عن المزيد من الاحتجاجات.
في 29 يناير 2024، تم اعتقال 13 متظاهرًا قاموا بإغلاق الطرق المؤدية إلى المساعدات الإنسانية. في 13 مايو/أيار 2024، قام المتظاهرون بأعمال شغب عند معبر "تركميا"، وأشعلوا النار في شاحنتين إنسانيتين وخربوا تسع شاحنات أخرى. تم القبض على أربعة أشخاص في هذه الحادثة.

## مساعدة

### رصيف غزة العائم
رصيف غزة العائم هو منشأة رصيف عائمة أنشأها الجيش الأمريكي، بعد اقتراحه مباشرة قبل خطاب حالة الاتحاد لعام 2024 للرئيس الأمريكي بايدن في 7 مارس 2024. تم الانتهاء منه في مايو 2024.[بحاجة لمصدر]
تم بناؤه من قبل القوات العسكرية الأمريكية على متن سفن قبالة سواحل قطاع غزة، ثم تم ربطه بالشاطئ عن طريق جسر، لتمكين تسليم البضائع البحرية للمساعدات الإنسانية إلى غزة. نقطة التفريغ تنضم إلى ممر نتساريم. وسيكون برنامج الغذاء العالمي مسؤولاً عن استلام وتوزيع المساعدات.
في 25 مايو 2024، أعلن الجيش الأمريكي أن أربعة قوارب كانت بمثابة جزء من نظام دعم الرصيف انفصلت عن الهيكل، بعد مياه متقلبة، مما أدى إلى توقفه عن العمل.
تم إعادة تثبيت الرصيف الذي تم إصلاحه بحلول 7 يونيو 2024، ويقال إنه كان يحصل على المساعدة منذ 8 يونيو 2024.